# Gaël (prénom)
Pour les articles homonymes, voir Gaël.
Gaël — avec un tréma sur la lettre e — est l’écriture francisée du prénom masculin breton Gael.
Présent en Irlande et en Écosse à partir du VIe siècle av. J.-C. et connus sous le nom de Gaels, aussi couramment appelés Celtes. Le nom Gael a été adopté en 1810 à partir du gaélique écossais Gaidheal (en irlandais Gael et vieil irlandais Goidhel-Goídeleg) pour désigner un montagnard. Gael ou Goídeleg ont d'abord été utilisés comme un terme générique pour décrire les habitants d’Irlande.

## Variantes
Il a pour diminutifs masculins Gaëlic et Gaëlig, et pour formes féminines Gaëla, Gaëlane, Gaële, Gaëll, Gaëlla, Gaëllane et Gaëlle.

## Date de fête
Il est principalement fêté le 17 décembre comme Judicaël.
Il est parfois lié aux noms des saints bretons Gwenaël, fêté le 3 novembre, et Judicaël, fêté le 17 décembre dans le calendrier breton.

## Popularité du prénom
Au début de 2010, plus de 30 000 personnes étaient prénommées Gaël en France. C'est le 193e prénom le plus attribué au siècle dernier dans ce pays, et l'année où il a été attribué le plus est 1981, avec un nombre de 1 103 naissances.
Pour le prénom Gaëlle, ce sont près de 59 000 personnes qui étaient prénommées ainsi en France. C'est le 170e prénom le plus attribué au siècle dernier dans ce pays, et l'année où il a été attribué le plus est 1982, avec un nombre de 3 232 naissances.

## Personnes portant ce prénom
Pour voir tous les articles concernant les personnes portant les prénoms Gaël et Gaëlle, consulter les pages commençant par Gaël et Gaëlle.

### Gaël
- Gaël Arandiga, joueur de rugby à XV français.
- Gaël Bouquet des Chaux, alpiniste et guide français.
- Gaël Clichy, footballeur français.
- Gaël Danic, footballeur français.
- Gaël Desgrées du Lou, journaliste français
- Gaël Duval, informaticien français.
- Gaël Duval, entrepreneur du web français et membre du Conseil national du numérique.
- Gaël Fickou, joueur de rugby à XV français
- Gael García Bernal, acteur et réalisateur mexicain
- Gaël Genevier, footballeur français.
- Gaël Givet, footballeur français.
- Gaël Giraud, économiste français.
- Gaël Kakuta, footballeur français.
- Gaël Leforestier, animateur de télévision français.
- Gaël Maïa, footballeur français.
- Gaël Malacarne, coureur cycliste français.
- Gaël Monfils, joueur de tennis français.
- Gaël Monthurel, joueur de handball français.
- Gaël Morel, acteur, réalisateur et scénariste français.
- Gaël Nicol, musicien français.
- Gaël Pollès, animateur de télévision français.
- Gaël Sanz, footballeur français.
- Gaël Sesboüé, chorégraphe français.
- Gaël Suares, footballeur français.
- Gaël Touya, escrimeur français.
- Gaël Vandaele, joueur de volley-ball français.
- Gaël Yanno, homme politique néo-calédonien.
- Jean-Gaël Percevaut, joueur de basket-ball français.
- Gael Faure, chanteur français
- Gaël Laurec, chanteur et parolier français

### Gaëla
- Gaëla Le Devehat, actrice française.

### Gaëlle
- Anne-Gaëlle Riccio, animatrice de télévision française.
- Anne-Gaëlle Sidot, joueuse de tennis française.
- Gaëlle Cheysson, joueuse de rink hockey française.
- Gaëlle François, joueuse de kayak-polo française.
- Gaëlle Lavidière, journaliste suisse.
- Gaëlle Skrela, joueuse de basket-ball française.
- Gaëlle Voiry, miss France 1990